# Chapárra (perú)
El distrito de Cháparra es uno de los trece que conforman la provincia de Caravelí, ubicada en el departamento de Arequipa en el Sur del Perú. Su localidad más poblada es Cháparra (1555 hab.), sin embargo su capital es Achanizo (700 hab.)

## Autoridades

### Municipales
- 2019-2022

Alcalde: Cristina Quillama Canal
- 2015-2018[2]
  - Alcalde: Nicolás Valerio Condori Mamani, del Movimiento Fuerza Arequipeña (FA).
  - Regidores: Gerarda Tobiana Mitma Aiquipa (FA), Martha Valentina Gutiérrez Oseda (FA), María Elena Reyes Rodríguez (FA), Alfredo Agustín Gavancho Salhue (FA), Vicente Zenón Neyra Dávalos (APRA).
- 2007-2010
  - Alcalde: Juan Carlos de la Torre Cárcamo.

## Festividades
- Virgen del Pilar.
- Corpus Christi.